# Margaret D. Lowman
Margaret D. Lowman, känd som Canopy Meg, född 23 december 1953, är en amerikansk biolog, pedagog, ekolog, författare, utforskare och föredragshållare. Hennes kompetens omfattar krontakets ekologi, växt-insektsrelationer i krontaket och att bygga trädhängbroar.
Hon har kallats "trädtopparnas Einstein". Dr Lowman är en föregångare inom krontaksekologi. Hon har utvecklat varmluftsballonger och hängbroar för att studera krontaket och lösa några av skogens gåtor vad gäller skadeinsekter och ekosystemens hälsa. Hon arbetar med att kartlägga krontakets biologiska mångfald och kämpar för bevarande av skogar runt om i världen.
Dr. Lowman har varit verksam vid Williams College (BA, Biologi) 1976; Aberdeen University (MSc, Ekologi) 1978, Sydney University (Ph D, Botanik) och Tuck School of Business (Executive Management).

## Forskning
Dr. Lowman har skrivit fler än 100 vetenskapligt granskade publikationer och flera böcker, bland andra Life in the Treetops (1999) och It's a Jungle Up There. (2006). Mellan 1978 och 1989 bodde Dr Lowman i Australien och arbetade med krontaksforskning i regnskogar och torra skogar. Hon spelade en avgörande roll i att hitta förklaringen till Eucalypt Dieback Syndrom i Australien, och har arbetat med skogsbevarande och återbeskogning. Hon undervisade vid Williams College i Massachusetts och ledde forskningen inom trädkronornas ekologi. Under sin tid där ledde hon också byggandet av den första trädhängbron i Nordamerika.